# Marty Taras
Marty Taras, né le 9 août 1914 et mort le 2 novembre 1994, est un dessinateur de comics et un animateur de dessin animé américain.

## Biographie
Martin B. Taras, plus connu sous le nom de Marty Taras naît le 9 août 1914. À la fin des années 1930, il est engagé par les studios Fleischer où il travaille jusqu'à leur rachat par Paramount Pictures. Le studio devient Famous Studios où Tarras continue de travailler. Il reste encore quand Paramount absorbe complètement ce qui n'était encore qu'une filiale. Pour Famous Studio il crée le personnage de Baby Huey. Il dessine aussi ses aventures dans les comics publiés par Harvey Comics. Pour cet éditeur il dessine aussi des histoires de Casper le gentil fantôme, Wendy la gentille petite sorcière, Spooky, the Tuff Little Ghost, etc. Il travaille aussi pour Ziff Davis où il dessine les aventures de Sparkie inspiré des dessins animés homonymes des années 1950. À partir des années 1960, il travaille pour d'autres maisons de production de dessins animés. Ainsi, il participe à la série  L'Araignée, aux films Fritz the Cat et Le Seigneur des anneaux de Ralph Bakshi, etc. Il meurt le 2 novembre 1994.